# Province de Bujumbura rural

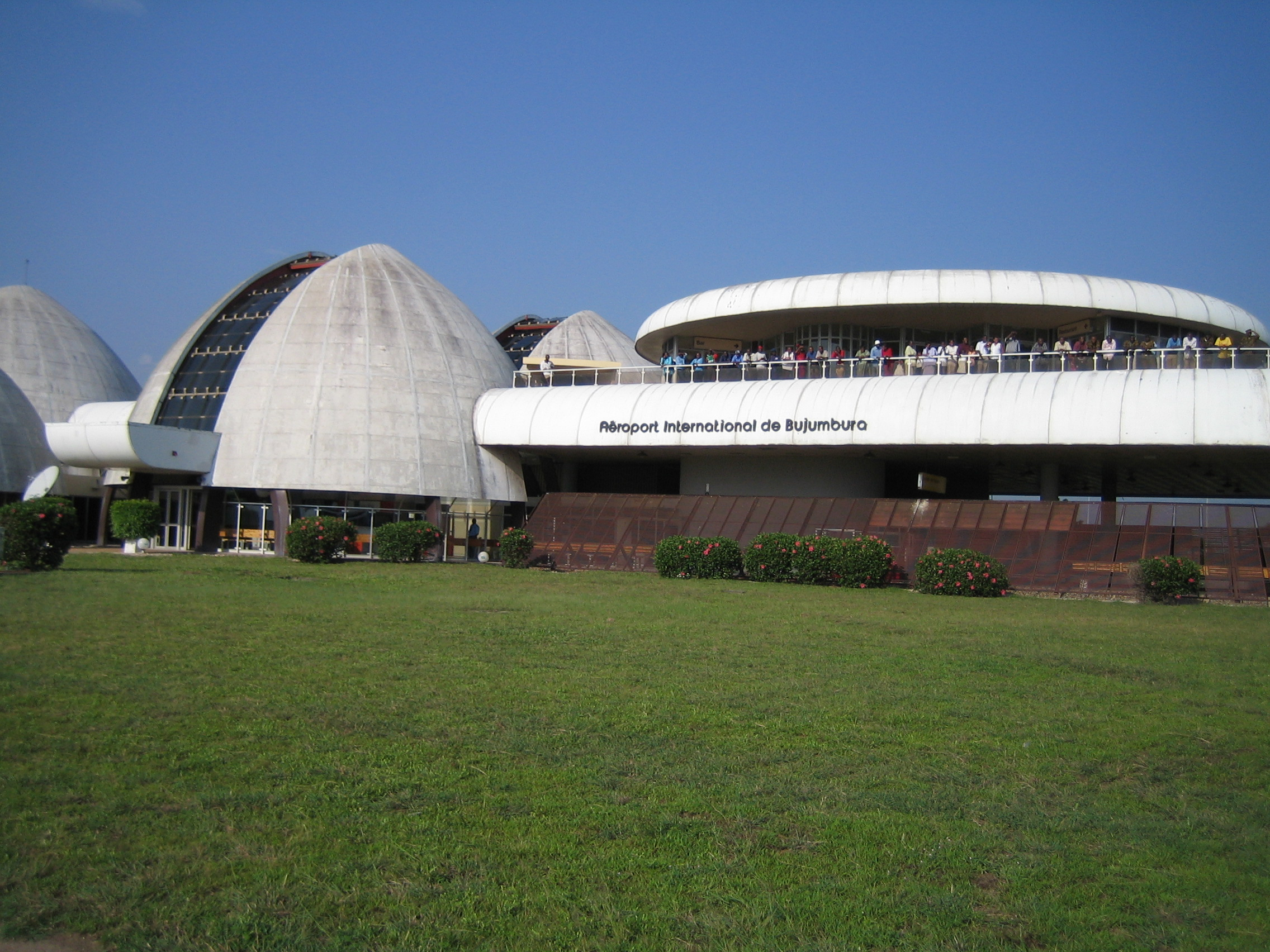
L'aéroport de Bujumbura.

La province de Bujumbura Rural est l'une des 18 provinces du Burundi. L'ancien Président du Burundi Cyprien Ntaryamira y est né.
La province de Bujumbura-rural est composée des communes suivantes : Isare, Kabezi, Kanyosha, Mubimbi, Mugongomanga, Mukike, Mutambu, Mutimbuzi, Nyabiraba.